# いつかこの雨がやむ日まで
『いつかこの雨がやむ日まで』（いつかこのあめがやむひまで、英題：Juliet In The Rain）は、東海テレビの制作によりフジテレビ系において「オトナの土ドラ」枠で2018年8月4日から9月29日まで放送されていた日本のテレビドラマである。連続8回。略称は「いつ雨」。主演は渡辺麻友。

## 概要
ミュージカル女優に憧れ、11歳の時に兄が殺人犯として逮捕されたことで人生が一変した主人公が、ミュージカル劇団に所属しつつ真相を追求する姿を恋愛要素も盛り込みつつ描いたラブサスペンスドラマ。
「ある日突然、犯罪者の家族になってしまう。一歩間違えば誰にでも起こるかもしれず、自分の力ではどうすることも出来ない人生の不条理の中、主人公のひかりがどう抗い、前に進んでいくのか」「人が生きる力の強さ」を描こうとしていると東海テレビプロデューサーの松本圭右はコメントしている。
主演舞台『アメリ』でAKB48卒業後の5月にミュージカルデビューした渡辺麻友が、ミュージカル女優になる夢を抱いた主人公「ひかり」を演じており、本作がAKB48卒業後初の連続ドラマ出演ならびに主演となる。
7月30日に東京都内でドラマ制作発表と記者会見が行われ、主演の渡辺、プロデューサーの松本とともに共演の堀井新太が出席した。
クランクアップとなる最後の撮影は、ミュージカル『ロミオとジュリエット』の舞台シーンで最終回の最も大切なシーンとなり、東京都内近郊の劇場を借りて早朝から時間をかけて収録が行われ、渡辺のファン400人が観客役としてエキストラで出演した。
東海テレビの番組公式ウェブサイトでは、タイトルバーにおいてドラマのタイトルとともに、英題の"Juliet In The Rain"（雨の中のジュリエット）が併記されている。

## あらすじ
ミュージカル女優を夢見る少女であった森村ひかりは、15年前に兄・國彦が恋人のミュージカル女優・麻美を殺害した犯人として逮捕されたことから、人生が一変してしまう。殺人犯の妹となり、母方の姓に変え、北園ひかりとして息をひそめるように闇の中で生きてきた。ひかりは、キャバクラで働き、精神的に病んだ母・由布子を支えながら、劇団ウミヘビでミュージカル女優になる夢を追い続けていた。ひかりは、幼なじみの谷川和也と15年ぶりに再会する。そして服役を終え出所してきた國彦から「麻美を殺していない」と告白される。その國彦が接触した劇団の舞子が不審な死を遂げる。ひかりは、劇団主宰の天竺に新公演「ロミオとジュリエット」のジュリエット役に抜擢されるが、劇団に居られなくなる危機に陥る。15年前にひかりを守ると約束してくれた和也に救われ、ジュリエット役を失うものの、自分の居場所である劇団に戻れることができた。しかし、今度は照明の落下事故が起きて新ジュリエット役の芽衣が負傷し、劇団の活動は一時休止となる。國彦は、麻美の姉・千尋の家に匿われていたが、千尋から麻美のお腹の子の父親が天竺だと告げられる。千尋・麻美の父で政治家の矢吹は、金で15年前の麻美殺害事件の担当刑事だった剛田に目撃者の少年・和也の記憶を改ざんさせていた。天竺は再びジュリエット役にひかりを充てるが、ひかりの目の前で死ぬ。國彦が歩道橋から転落し、意識不明で病院に運び込まれる事態が発生する。

## キャスト

### 主要人物
森村ひかり（もりむら ひかり） → 北園ひかり（きたぞの ひかり）〈11 - 26〉
演 - 渡辺麻友（子ども時代：遠藤璃菜）
ミュージカル女優を夢見ていた11歳の時、殺人事件で兄が逮捕され、殺人犯の妹となった。姓を変え、今はキャバクラで働きながら、ミュージカル劇団「ウミヘビ」に所属してミュージカル女優になる夢だけを救いとして生きている。
北園由布子（きたぞの ゆうこ）〈40 - 55〉
演 - 斉藤由貴
ひかりの母。息子の國彦が殺人犯として逮捕されたことから精神的に病み、引きこもり状態。キャバクラ嬢として生計を立てるひかりに依存して暮らしている。
森村國彦（もりむら くにひこ）〈20 - 35〉
演 - 桐山漣
ひかりの兄。料亭たにがわで板前修業中の15年前、恋人だった矢吹麻美が殺害される事件が起きた。その容疑者として逮捕され、服役。出所後に無実を訴える。
谷川和也（たにがわ かずや）〈12 - 27〉
演 - 堀井新太（子ども時代：田中奏生）
ひかりの幼なじみ、板前修業中の國彦に可愛がられていた。実家の料亭たにがわで板前をしている。矢吹麻美が殺害された事件で、國彦が殺人現場から走り去るのを目撃して死体の第一発見者となる。
矢吹麻美（やぶき あさみ）
演 - 三倉茉奈
ミュージカル劇団「ウミヘビ」所属の女優。ひかりがミュージカル女優への夢を抱くきっかけになった憧れの存在。國彦の恋人だったが、15年前に何者かに殺害されてしまう。
三上沙耶（みかみ さや）〈26〉
演 - 筧美和子
和也の結婚を前提とした交際相手。銀行役員の娘。
天竺要（てんじく かなめ）〈51〉
演 - 吹越満
ミュージカル劇団「ウミヘビ」の主宰。演出家。
天竺芽衣（てんじく めい）〈29〉
演 - 宮澤エマ
天竺要の娘。ミュージカル劇団「ウミヘビ」所属の女優。
矢吹千尋（やぶき ちひろ）〈40〉
演 - 星野真里（第3話から登場）
麻美の姉。麻美が殺害された事件の鍵を握る。
剛田仁志（ごうだ ひとし）〈59〉
演 - 木村祐一
刑事。矢吹麻美が殺害された事件を担当。現在も事件の真相を調べている。
花田舞子（はなだ まいこ）
演 - 紺野まひる
ミュージカル劇団「ウミヘビ」の看板女優。女優としての衰えを気にしている。
キャバクラの店長
演 - 斉藤慎二（ジャングルポケット）
ひかりが勤めるキャバクラの店長。
矢吹洋一（やぶき よういち）
演 - 京本政樹（第5話から登場）
政治家。千尋・麻美の父。刑事の剛田に麻美の殺害を國彦の犯行として処理させようとしている。

### 料亭たにがわ
谷川純一
演 - 橋爪淳
和也の父。料亭たにがわの板長。
谷川薫子
演 - 谷川清美
和也の義母。
谷川幸一郎
演 - 間慎太郎
薫子の連れ子。料亭たにがわの経理を担当。
竹島雄二
演 - ミスターちん
料亭たにがわの副料理長。
鈴木
演 - 増田雄二
料理人。

### 劇団ウミヘビ
皆川洋司
演 - 板倉チヒロ
演出助手。
松永裕人
演 - 松島庄汰
劇団員。
大橋健斗
演 - 村上貴亮
劇団員。
吉岡菜穂
演 - 立野沙紀
劇団員。
毛利かずさ
演 - 柳橋さやか
劇団員。
戸塚怜
演 - 平岡由香
劇団員（本作での歌唱指導も担当）。

### キャバクラ
ユイ
演 - 堀本雪詠
キャバクラ嬢。
ハルカ
演 - 清瀬ひかり
キャバクラ嬢。

### その他
野村勇介
演 - 高島豪志
刑事。
近藤美佐江
演 - 増子倭文江 （第2話）
ひかりの亡き父がかつて経営していた工場の元従業員の妻。
原田農園
演 - 鶴田忍、藤田弓子 （第5話）
料亭たにがわに先々代の頃から野菜を卸していた。
アパートの大家
演 - 諏訪太朗
近隣住人
演 - 井上夏菜

## スタッフ
- 脚本 - 髙橋麻紀、佐藤奈央、鈴木裕那
- 演出 - 金子与志一、雫石瑞穂（テレパック）
- ミュージカルシーンの振り付け・演出 - 林希[17]
- 音楽 - サキタハヂメ
- 主題歌 - 東方神起「Jungle」（avex trax）[29]
- 企画 - 横田誠（東海テレビ）
- プロデューサー - 松本圭右（東海テレビ）、渋谷未来（テレパック）、井上季子（テレパック）
- 制作著作 - テレパック
- 制作 - 東海テレビ

## 放送日程
| 各話                                                         | 放送日  | サブタイトル           | サブタイトル                             | 脚本     | 演出       | 視聴率 |
| 各話                                                         | 放送日  | FOD                    | EPG欄                                    | 脚本     | 演出       | 視聴率 |
| ------------------------------------------------------------ | ------- | ---------------------- | ---------------------------------------- | -------- | ---------- | ------ |
| 第1話                                                        | 8月04日 | 雨の中の殺人           | 殺人犯の妹…ひかり                        | 髙橋麻紀 | 金子与志一 | 2.9%   |
| 第2話                                                        | 8月11日 | 血塗られたジュリエット | 血塗られたジュリエット                   | 佐藤奈央 | 金子与志一 | 2.5%   |
| 第3話                                                        | 8月18日 | 救われぬ魂…約束の抱擁  | 戦慄のオムライス! 暴露、復讐、崩壊、抱擁 | 髙橋麻紀 | 雫石瑞穂   | 2.4%   |
| 第4話                                                        | 8月25日 | 罠と秘密…縛りつける女  | 悪意のご招待…罠と秘密                    | 髙橋麻紀 | 雫石瑞穂   | 1.9%   |
| 第5話                                                        | 9月01日 | 男と女…一線を越える夜  | 男と女…一線を越える夜                    | 佐藤奈央 | 金子与志一 | 3.2%   |
| 第6話                                                        | 9月15日 | 闇に墜ちるジュリエット | 闇に墜ちるジュリエット                   | 髙橋麻紀 | 雫石瑞穂   | 2.3%   |
| 第7話                                                        | 9月23日 | やまない雨…狂気と絶望  | やまない雨…狂気と死                      | 鈴木裕那 | 雫石瑞穂   | 1.4%   |
| 最終話                                                       | 9月29日 | 真相…最後の約束        | 真相…本当の殺人者                        | 髙橋麻紀 | 金子与志一 | 2.3%   |
| （視聴率はビデオリサーチ調べ、関東地区・世帯・リアルタイム） |         |                        |                                          |          |            |        |

- 第1話は、フジテレビ制作『土曜プレミアム』が5分拡大のため、5分繰り下げ、23時45分 - 翌0時40分に放送された。
- 9月8日は、フジテレビ制作『FNS27時間テレビ にほん人は何を食べてきたのか?』（18時30分 - 翌20時54分）放送のため休止[1]。
- 第7話は、前夜にフジテレビ制作『2018年世界柔道選手権』放送に伴う特別編成のため20分繰り下げ、日曜になってからの放送となり、0時 - 0時55分に放送された。